# Đồng bằng Bình Đông

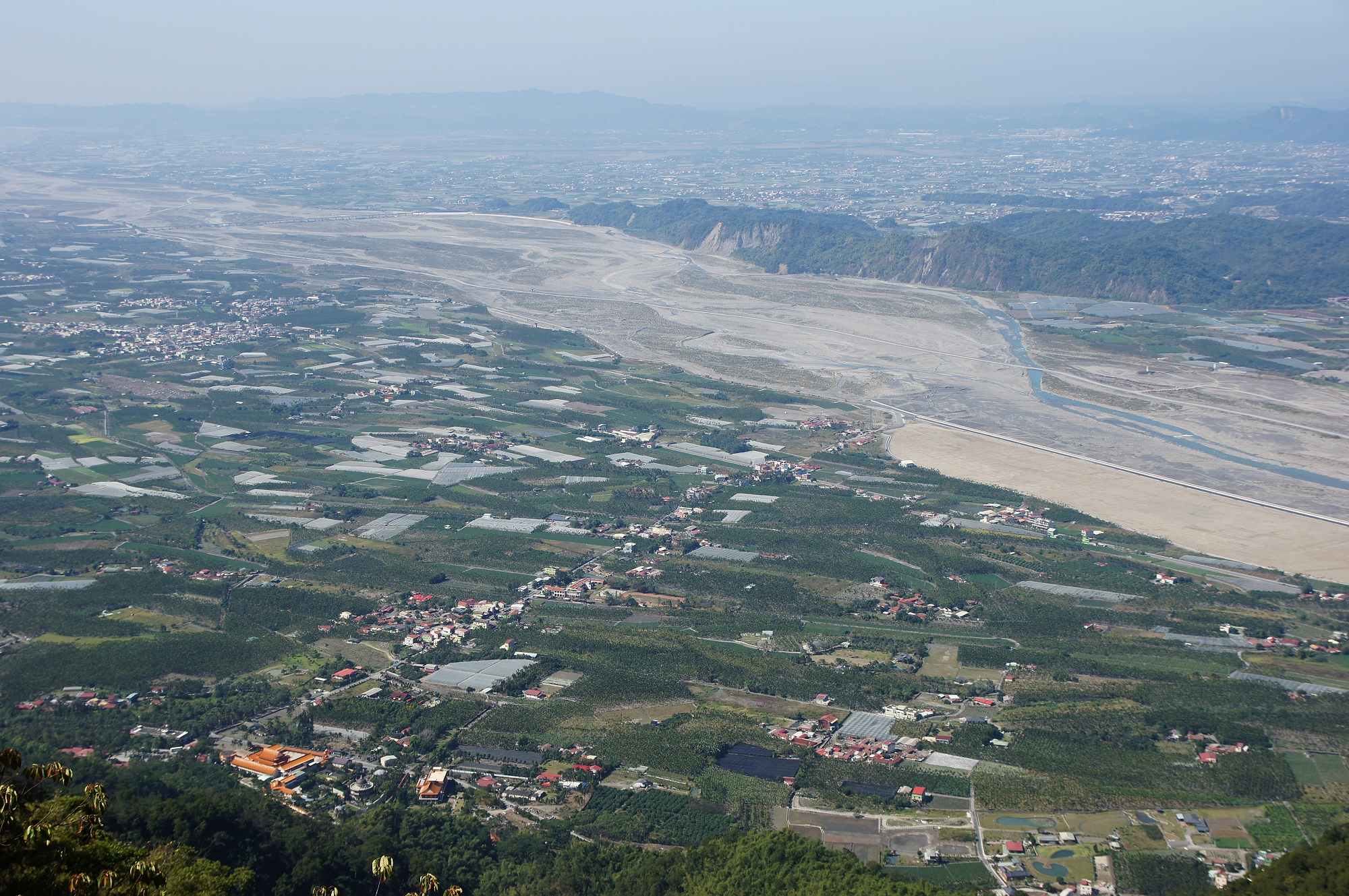
Đồng bằng Bình Đông và sông

Đồng bằng Bình Đông (tiếng Trung: 屏東平原) nằm trên địa bàn của Cao Hùng và Bình Đông. Đồng bằng này có diện tích khoảng 1.100 km², chỉ xếp sau đồng bằng Gia Nam. Các con sông bồi đắp phù sa cho đồng bằng là Cao Bình, Đông Cảng, Lâm Biên và sông Sĩ Văn. Đồng bằng Bình Đông cũng là khu vực thoát nước sông lớn nhất tại Đài Loan, Đồng bằng nằm ở phía đông nam của eo biển Đài Loan và được đồi núi bao bọc, phía đông là dãy núi Trung ương, phía đông là vùng đối Phượng Sơn, phía bắc là các núi Lục Quy, Mỹ Nùng và Kỳ Sơn, phía nam là lâm viên Cửu Khúc Đường. Chiều dài đồng bằng theo chiều đông-tây là khoảng 20 km, theo chiều bắc nam là khoảng 60 km. Đây là một trong những khu vực phát triển nông nghiệp sớm nhất của Đài Loan, các nông sản chủ yếu là lúa gạo, mía đường, chuối, dưa hấu, đu đủ, roi và các loại hoa quả khác.